# Detective Maravilhas
Detetive Maravilhas é uma série televisiva portuguesa que estreou na TVI em 6 de outubro de 2007. É baseada na série de livros com o mesmo nome, publicada pela Editorial Verbo de 1997 a 2007.
Em 16 de maio de 2016 a série estreou na TVI Ficção.

## Elenco
- Pedro Moldão  - Rui
- Beatriz Brás - Maria
- Rodolfo Venâncio - Alexandre
- Álvaro Faria - Pai de Rui
- António Teixeira - Sebastião
- Bruno Ambrósio - Nelson
- Carlos Nunes - Pedro
- Carolina Castelinho - Sofia
- Cristina Areia - Tia Zé
- Diogo Venâncio - Dinis
- Duarte Teixeira - Duarte
- Filipe Carvalho - Afonso
- Gonçalo Lima - Bernardo
- Guilherme Filipe - Fernando
- Inês Fradeira - Lena
- Linda Valadas - Isabel
- Heitor Lourenço - Eduardo
- Irene Cruz - Mª da Glória (Avó do Rui)
- Pedro Pinheiro (†) - Dr.Januário
- Sandra Cóias - Profª Conceição
- Sofia Nicholson - Carlota
- Sónia Brazão - Profª Gabriela

Artistas convidados
- Ana Marta Ferreira - Niki

## Episódios
| Episódio | Nome                             | Data de Transmissão  |
| -------- | -------------------------------- | -------------------- |
| 01       | Dá Conta do Recado (Parte 1)     | 6 de outubro de 2007 |
| 02       | Dá Conta do Recado (Parte 2)     |                      |
| 03       | Entre Culpados e Inocentes       |                      |
| 04       | Luta Contra a Mentira            |                      |
| 05       | Com a Consciência Limpa          |                      |
| 06       | Num Drama Familiar               |                      |
| 07       | Com o Credo na Boca (Parte 1)    |                      |
| 08       | Com o Credo na Boca (Parte 2)    |                      |
| 09       | Com o Coração aos Saltos         |                      |
| 10       | Rumo à Vitória                   |                      |
| 11       | Descobre as Diferenças (Parte 1) |                      |
| 12       | Descobre as Diferenças (Parte 2) |                      |
| 13       | Adopta uma Estratégia            |                      |
| 14       | Na Idade da Razão                |                      |
| 15       | Faz Jogo Limpo (Parte 1)         |                      |
| 16       | Faz Jogo Limpo (Parte 2)         |                      |
| 17       | Faz das Tripas Coração           |                      |
| 18       | Soma Dois Mais Dois              |                      |
| 19       | Suspeita de Um Crime (Parte 1)   |                      |
| 20       | Suspeita de Um Crime (Parte 2)   |                      |
| 21       | Apanhado na Rede                 |                      |
| 22       | Não Perde Pela Demora            |                      |
| 23       | Deita Mãos à Obra (Parte 1)      |                      |
| 24       | Deita Mãos à Obra (Parte 2)      |                      |
| 25       | Leva a Melhor (Parte 1)          |                      |
| 26       | Leva a Melhor (Parte 2)          | 30 de março de 2008  |